# Cassiope nana
Cassiope nana, bilja vrsta iz porodice vrjesovki. Domaće područje ove vrste je Kina (NW. Yunnan). To je polugrm i prvenstveno raste u umjerenom biomu.

## Opis
Grmovi visoki 3–10 cm. Stabljike su polegle ili uspravne. Lisna plojka duguljasto-eliptična, 2–4 × 0,8–1,2 mm, kožasta, abaksijalno plitko izbrazdana, brazda subtrokutasta, skoro doseže vrh, gola, adaksijalno konkavna, gola, baza zaobljena, rub nije membranozan, neupadljivo nazubljen, vršak tup. Cvijet je obično uspravan. Peteljka 1-2 cm, hrskavo-tomentozna, baza s 3 resaste brakteje. Čaški režnjevi 5, jajasti ili duguljasti, 2-3 mm, goli, na rubu ciliolatni. Vjenčić bijeli, zvonasti, ca. 6 mm; režnjevi uspravni, duguljasti, ca. 1,5 mm. Prašnika 8 ili 9, ca. 2 mm; dlakave niti. Ovarij ca. 2,5 mm u promjeru Kapsula ca. 3 mm u promjeru.Cvatnja u lipnju, plod u kolovozu.

## Stanište
Rubovi šuma, planinske padine, livade; 2000–3800 m. SZ Yunnan (Dêqên, Gongshan).

## Vanjske poveznice
|  | Zajednički poslužitelj ima još gradiva o temi Cassiope nana |
|  | Wikivrste imaju podatke o taksonu Cassiope nana             |